# Neptis sambilanga
Neptis sambilanga är en fjärilsart som beskrevs av Evans 1932. Neptis sambilanga ingår i släktet Neptis och familjen praktfjärilar. Inga underarter finns listade i Catalogue of Life.